# Trondhattjärnen
Trondhattjärnen är en sjö i Mora kommun och Orsa kommun i Dalarna och ingår i Ljusnans huvudavrinningsområde. Sjön har en area på 0,0874 kvadratkilometer och ligger 535,1 meter över havet.

## Delavrinningsområde
Trondhattjärnen ingår i det delavrinningsområde (683261-141950) som SMHI kallar för Mynnar i Sexan. Medelhöjden är 589 meter över havet och ytan är 46,11 kvadratkilometer. Det finns inga avrinningsområden uppströms utan avrinningsområdet är högsta punkten. Sexan som avvattnar avrinningsområdet har biflödesordning 4, vilket innebär att vattnet flödar genom totalt 4 vattendrag innan det når havet efter 315 kilometer. Avrinningsområdet består mestadels av skog (87 procent). Avrinningsområdet har 0,37 kvadratkilometer vattenytor vilket ger det en sjöprocent på 0,8 procent.